# Cephalosilurus nigricaudus
Cephalosilurus nigricaudus är en fiskart som först beskrevs av Mees, 1974.  Cephalosilurus nigricaudus ingår i släktet Cephalosilurus och familjen Pseudopimelodidae. Inga underarter finns listade i Catalogue of Life.